# Стрељаштво на Летњим олимпијским играма 1896 — војнички пиштољ за мушкарце
Дисцилина гађања војничким пиштољем са раздаљине од 25 метара била је једна од пет дисциплина у стрељаштву на Олимпијским играма 1896. у Атини.
Такмичење је одржано 10. априла, и у њему је учествовало 16 такмичара из 4 земље. Победник је био Џон Пејн који је поговио 442 круга са 25 метака који су погодили мету. Други је био његов брат Самнер Пејн са 380 кругова са 23 метка у мету. Ово је био први случај у историји Олимпијских игара да су браћа освојила прва два места у некој од олимпијских дисциплина.

## Земље учеснице
- Данска (1)
- Уједињено Краљевство (1)
- Грчка {12}
- САД (2)

## Освајачи медаља
|          |             |                  |
| Џон Пејн | Самнер Пејн | Николаос Моракис |

## Резултати
| Место | Стрелац                           | Резултат     | Хитаца       |
| ----- | --------------------------------- | ------------ | ------------ |
|       | Џон Пејн САД                      | 442          | 25           |
|       | Самнер Пејн САД                   | 380          | 23           |
|       | Николаос Моракис Грчка            | 205          | непознато    |
| 4.    | Јоанис Франгудис Грчка            | непознато    | непознато    |
| 5.    | Холгер Нилсен Данска              | непознато    | непознато    |
| 6-13. | Зенон Михаелидис Грчка            | непознато    | непознато    |
| 6-13. | Јоргос Орфанидис Грчка            | непознато    | непознато    |
| 6-13. | Пантазинидис Грчка                | непознато    | непознато    |
| 6-13. | Пацурис Грчка                     | непознато    | непознато    |
| 6-13. | Павлос Павлидис Грчка             | непознато    | непознато    |
| 6-13. | Аристовулос Петмезас Грчка        | непознато    | непознато    |
| 6-13. | Платис Грчка                      | непознато    | непознато    |
| 6-13. | Вавис Грчка                       | непознато    | непознато    |
| –     | Пантелис Кравасевдас Грчка        | није завршио | није завршио |
| –     | Сидни Мерлин Уједињено Краљевство | није завршио | није завршио |
| –     | Санидас Грчка                     | није завршио | није завршио |